# Mieko Shiomi
Mieko Shiomi (jap. 塩見 允枝子, Shiomi Mieko; * 13. Dezember 1938 in Okayama, Präfektur Okayama) ist eine japanische Fluxuskünstlerin und Komponistin.

## Leben und Werk
Mieko Shiomi wurde am 13. Dezember 1938 als Chieko Shiomi in Okayama geboren. Mieko Chieko Shiomi studierte von 1957 bis 1961 Klassische Musik an der Tōkyō Geijutsu Daigaku in Tokio. Sie interessierte sich zunehmend für Objekt- und Aktionskunst. 1960 stand sie in Kontakt mit der Gruppe Ongaku, machte Bekanntschaft mit Takehisa Kosugi, Nam June Paik und 1963 mit Yoko Ono und Toshi Ichiyanagi. Sie lernte John Cage, La Monte Young und George Brecht kennen, die nach Tokio gereist waren. George Maciunas lud Mieko Shiomi nach New York ein. Sie verbrachte das Jahr 1964 in New York City und nahm an mehreren Fluxus Aktionen teil.
1965 begann Shiomi mit der Serie „Spatial Poems“. Die räumliche Entfernung zwischen der japanischen Künstlerin und ihren Fluxus Künstlerkollegen ist der Nährboden für die Idee. Shiomi schickte 200 Briefe an Künstler in Amerika, Mittel- und Osteuropa und lud sie ein, an einer Serie von neun Events teilzunehmen. Ein Beispiel ist das „Falling Event“ von 1966. Verschiedene Fluxus Künstler werden eingeladen, um einen Gegenstand fallenzulassen und die Aktion zu dokumentieren. Die an Mieko Shiomi gesendeten Berichte reichen vom Fallenlassen einer kleinen roten Blume aus dem New Yorker Fenster der Künstlerin Shigeko Kubota über das Kleinkind, das der tschechische Künstler Ladislav Novák von einem Hügel geworfen haben will, bis zu einem Hecht, den Vytautas Landsbergis in eine Bratpfanne fallen ließ. „Spatial Poems“ wurde bis 1975 fortgeführt. 1976 erschien das Buch „Spatial Poems“, in dem sämtliche Beiträge zusammenfasst und auf Weltkarten verzeichnet sind. Diese Karten–und die „Mappings“, die Shiomi und Mačiūnas zu den ersten vier Events („Word Event“, „Direction Event“, „Falling Event“ und „Shadow Event“) hergestellt haben, sind das eigentliche Werk.
Shiomi lebt und arbeitet in Ōsaka.

## Gruppenausstellungen (Auswahl)
- 2014: Twentieth Anniversary Special MOT Collection Contacts Museum of Contemporary Art, Tokio
- 2011: The Feeling of things / Le sentiment des choses Frac Île-de-France, le Plateau
- 2011: Thing/Thought: Fluxus Editions, 1962–1978 Museum of Modern Art, New York
- 2011: Thing/Thought: Fluxus Editions, 1962–1978 mit  Alison Knowles, Dóra Maurer, Anna Ostoya, Cory Arcangel und William Pope.L, MoMA PS1, New York[4]
- 2010: Fluxus East Henie Onstad Kunstsenter, Oslofjord
- 2010: Experimental Women in Flux Museum of Modern Art, New York[5]
- 2008: Clio–A Short History of Art in Euramerica after 1945 Zentrum für Kunst und Medientechnologie, Karlsruhe[6]

## Werke auf CD
- 2010: The World Of Sounds And Words
- 2005: Fractal Freaks
- 2002: Fluxus Suite
- 1998: An Incidental Story On The Day Of A Solar Eclipse #1#2#3
- 1990: Requiem for George Maciunas